# Swonowo
Swonowo (deutsch Schwanhof) ist eine verwaiste Ortsstelle in der polnischen Woiwodschaft Ermland-Masuren. Sie liegt im Gebiet der Gmina Ostróda (Landgemeinde Osterode in Ostpreußen) im Powiat Ostródzki (Kreis Osterode in Ostpreußen).
Die Ortsstelle Swonowo liegt südlich des Lichteiner Sees (polnisch Jezioro Lichtajny) im Westen der Woiwodschaft Ermland-Masuren, acht Kilometer südöstlich der Kreisstadt Ostróda (deutsch Osterode in Ostpreußen).
Das einst adlige Dorf und Vorwerk Schwanhof wurde 1328 zur Zeit des Ordensmeisters Luther von Braunschweig nach Kulmer Recht gegründet.  1620 gehörte es einem gewissen Jaska, bis es sich im 17. und im 18. Jahrhundert im Eigentum der Familie Dylewski befand. 1716 wurde Schwanhof in einem Osteroder Verzeichnis unter „Adlige Güter, Dörfer und Höfe“ erfasst.
1785 umfassten das Dorf und sein Gut sieben Gebäude, 1821 wurden das Gut sowie drei Häuser bei 35 Einwohnern genannt. Nach 1871 verliert sich die Spur des Ortes, der zwar noch als Ortsteil der Gemeinde Döhringen (polnisch Durąg) erwähnt, nicht mehr aber im Jahre 1900 im Gemeindeverzeichnis erscheint. Im Jahre 1938 gab es nur noch eine „Schwanhof-Schuppen“ genannte Ortsstelle.
Diese Ortsstelle erhielt nach der Überstellung des südlichen Ostpreußen an Polen die polnische Bezeichnung „Swonowo“ (wohl als phonetische Anpassung an die deutsche Namensform „Schwanhof“), galt aber bereits 1960 offiziell als verlorene Siedlung, deren Ortsstelle heute kaum noch auffindbar und wüst ist.
Vor 1945 war Schwanhof in die evangelische Kirche Döhringen in der Kirchenprovinz Ostpreußen der Kirche der Altpreußischen Union sowie in die römisch-katholische Kirche Osterode i. Ostpr. eingepfarrt.
Zur Ortsstelle von Swonowo gelangt man von Durąg aus über einen unbefestigten Landweg.